# Order Ludwika (Bawaria)
Order Ludwika, Order Królewski Ludwika, Order Króla Ludwika (niem. Ludwigs-Orden, Königlicher Ludwigs-Orden) – bawarski order zasługi nadawany w latach 1827-1918 za wierną 50-letnią służbę. W kolejności starszeństwa zajmował 8. pozycję za Orderem Zasługi Wojskowej, a przed Orderem św. Elżbiety.
Order mógł być nadany:
- oficerom i wysokim urzędnikom jako Krzyż Honorowy (Ehrenkreuz),
- osobom niższej rangi jako złoty Medal Honorowy (Ehrenmünze).

Lata służby oficerskiej były liczone dwukrotnie za służbę podczas kampanii wojennych.
Przyznawany przez kolejnych królów Bawarii:
1. Ludwika I,
2. Maksymiliana II,
3. Ludwika II,
4. Ottona I,
5. Ludwika III.